# ジュリアン・メンデルソーン
ジュリアン・メンデルソーン (Julian Mendelsohn) は、オーストラリア出身の音楽プロデューサー、レコーディング・エンジニア、ミキサー。
オーストラリアで学業を終えたメンデルソーンは、イギリスに移り住み、1974年に最初の仕事として、チェルシーのフラム・ロードでBBCのエンジニアだったジョン・ミルナー (John Milner) が運営していたミルナー・サウンド (Milner Sound) に就職した。
メンデルソーンが関わったレコードは、全英シングル・チャートのトップ10入りを次々と果たした。中でも、ペット・ショップ・ボーイズの作品をプロデュースしたことはよく知られており、他にもエルトン・ジョンや、ジミー・ペイジ、ボブ・マーレー、INXS、レベル42、ニック・カーショウ、ポール・マッカートニーなどを手がけた。
メンデルソーンは、1988年の英国レコード産業協会 (BPI) 賞においてプロデューサー・オブ・ザ・イヤーにノミネートされた。現在は、オーストラリアのメルボルンに住み、モアノイズ・オーディオ・プロダクション (MoreNoiz Audio Production.